# 澳大利亞浮蠶
澳大利亞浮蠶（學名：-{
Tomopteris australiensis}-）是多毛綱葉鬚蟲目浮蠶科之下的一個物種，沒有亞種。本物種生活於澳大利亞的南部及東南部海域。
种加名 australiensis 意为“澳大利亚的”。